# 彼得·巴拉希揚
彼得·巴拉希揚 Peter Balakian(亞美尼亞語：生于1951年5月13日)，美籍亚美尼亚裔人士、作家、学者，科尔盖特大学人文学教授。 2016年荣获普利策诗歌奖。

## 生平
彼得·巴拉希揚1951年出生于新泽西，获得布朗大学的博士学位。自1980年起便在科尔盖特大学任教。